# Lesotho Defence Force FC
El Lesotho Defence Force FC es un equipo de fútbol de Lesoto que milita en la Primera División de Lesoto, la liga de fútbol más importante del país.

## Historia
Fue fundado en el año 1984 en la capital Maseru como el equipo representante de la Fuerza de Defensa de Lesoto y es el equipo que representa a la Fuerza Armada de Lesoto, por lo que la mayoría de sus jugadores son soldados. Es uno de los equipos más ganadores de Lesoto, ya que cuentan con 8 títulos de liga y 4 de copa.
A nivel internacional han participado en 14 torneos continentales, y en ninguno han podido superar la primera ronda.

## Palmarés
- Primera División de Lesoto: 8

1986/87, 1989/90, 1993/94, 1996/97, 1997/98, 1998/99, 2000/01, 2003/04
- Copa de Lesoto: 4

1985/86, 1987/88, 1989/90, 1999/2000

## Participación en competiciones de la CAF
| Temporada | Torneo                            | Ronda      | Club                       | Casa | Visita | Global      |
| --------- | --------------------------------- | ---------- | -------------------------- | ---- | ------ | ----------- |
| 1987      | Recopa Africana                   | Preliminar | Mbabane Swallows           | 1-1  | 1-1    | 2-2 (5-3 p) |
| 1987      | Recopa Africana                   | 1          | Fortior Mahajanga          | 3-2  | 0-2    | 3-4         |
| 1988      | Copa Africana de Clubes Campeones | Preliminar | Sunrise Flacq United       | 2-0  | 0-3    | 2-3         |
| 1989      | Recopa Africana                   | Preliminar | Moneni Pirates             | 1-0  | 0-2    | 1-2         |
| 1990      | Recopa Africana                   | Preliminar | Grupo Desportivo de Maputo | 0-2  | 0-2    | 0-4         |
| 1991      | Copa Africana de Clubes Campeones | Preliminar | Pamba SC                   | 0-0  | 0-3    | 0-3         |
| 1995      | Copa Africana de Clubes Campeones | Preliminar | JS Saint-Pierroise         | 2-2  | 0-4    | 2-6         |
| 1996      | Copa CAF                          | Preliminar | BMC                        | 0-0  | 2-4    | 2-4         |
| 1998      | Liga de Campeones de la CAF       | Preliminar | Mbabane Swallows           | 2-0  | 4-1    | 6-1         |
| 1998      | Liga de Campeones de la CAF       | 1          | Manning Rangers            | 3-3  | 1-2    | 4-5         |
| 1999      | Liga de Campeones de la CAF       | Preliminar | Notwane FC                 | 3-1  | 1-1    | 4-2         |
| 1999      | Liga de Campeones de la CAF       | 1          | Dynamos FC                 | 0-1  | 0-3    | 0-4         |
| 2000      | Liga de Campeones de la CAF       | Preliminar | AS Fortior                 | 0-0  | 0-0    | 0-0 (4-2 p) |
| 2000      | Liga de Campeones de la CAF       | 1          | Mamelodi Sundowns          | 1-2  | 1-4    | 2-6         |
| 2001      | Recopa Africana                   | Preliminar | US Stade Tamponnaise       | 2-0  | 0-5    | 2-5         |
| 2002      | Liga de Campeones de la CAF       | Preliminar | Mogoditshane Fighters      | 1-0  | 1-1    | 2-1         |
| 2002      | Liga de Campeones de la CAF       | 1          | TP Mazembe                 | 1-1  | 0-2    | 1-3         |
| 2003      | Recopa Africana                   | Preliminar | Jomo Cosmos                | 2-2  | 1-5    | 3-7         |
| 2005      | Liga de Campeones de la CAF       | Preliminar | CAPS United                | 3-4  | 1-4    | 4-8         |